# Модернизм в литературе
Модернизм в литературе — явление в литературе конца XIX — начала XX века, характеризуемое отходом от классического романа в пользу поиска нового стиля и радикальным пересмотром литературных форм. Является частью общего направления в искусстве — модернизма (от лат. modernus — «современный, недавний»).
Период модернизма считается завершившимся к концу 1930-х годов. На смену модернизму пришёл постмодернизм.

## Особенности
Модернизм в литературе стал закономерным итогом развития художественного сознания и перехода от классического восприятия автором мира к модернистскому. Вместо создания собственного мира, предложения читателю готовых концепций, литература модернизма становится чистым отражением реальности или её полной противоположностью. Автор перестаёт быть носителем абсолютной истины и начинает демонстрировать её относительность. Как следствие, рушится целостность мира произведения: на смену линейному повествованию приходит обрывочное, раздробленное на небольшие эпизоды и подаваемое посредством нескольких героев, имеющих даже противоположный взгляд на излагаемые события и факты.
Модернизм в литературе проявился в новых направлениях: символизме, акмеизме, футуризме, экспрессионизме, сюрреализме, но существовал и вне их. Более того, нередко все эти (кроме определённой, более поздней прослойки символизма) модернистские направления несколько дистанцируются от модернизма. Одновременно была переосмыслена реалистичная литература. Появился стиль, названный «потоком сознания», характеризующийся глубоким проникновением во внутренний мир героев. Важное место в литературе модернизма занимает тема осмысления войны, потерянного поколения.

## Представители
Главные представители литературы модернизма:
- Рюноскэ Акутагава (1892-1927)
- Анна Ахматова (1889—1966)[К 1]
- Габриэле д’Аннунцио (1863—1938)
- Гийом Аполлинер (1880—1918)
- Андрей Белый (1880—1934)
- Михаил Булгаков (1891—1940) [4][5]
- Готфрид Бенн (1886—1956)
- Иван Цанкар (1876—1918)
- Константинос Кавафис (1863—1933)
- Джозеф Конрад (1857—1924)
- Герман Гессе (1877-1962)
- Альфред Дёблин (1878—1957)
- Джон Дос Пассос (1896—1970)
- Хильда Дулитл (1886—1961)
- Томас Стернз Элиот (1888—1965)
- Уильям Фолкнер (1897—1962)
- Фрэнсис Скотт Фицджеральд (1896—1940)
- Э. М. Форстер (1879—1971)
- Даниил Хармс (1905—1942)
- Эрнест Хемингуэй (1899—1961)
- Гуго фон Гофмансталь (1874—1929)
- Макс Жако́б (1876—1944)
- Джеймс Джойс (1882—1941)[6]
- Франц Кафка (1883—1924)
- Георг Кайзер (1878—1945)
- Дэвид Герберт Лоуренс (1885—1930)
- Перси Уиндем Льюис (1882—1957)
- Томас Манн (1875—1955)
- Роберт Музиль (1880—1942)
- Юджин Глэдстоун О’Нил (1888—1953)
- Ферна́нду Песо́а (1888—1935)
- Янко Полич-Камов (1886—1910)
- Ма́риу де Са-Карне́йру (1890—1916)
- Эзра Паунд (1885—1972)
- Лео Перуц (1882-1957)
- Андрей Платонов (1899-1951)
- Марсель Пруст (1871—1922)
- Велимир Хлебников (1885—1922)
- Дороти Ричардсон (1873—1957)
- Райнер Мария Рильке (1875—1926)
- Гертруда Стайн (1874—1946)
- Уоллес Стивенс (1875—1955)
- Итало Свево (1861—1928)
- Эрнст Толлер (1893—1939)
- Георг Тракль (1887—1914)
- Поль Валери (1871—1945)
- Роберт Вальзер (1878—1956)
- Уильям Карлос Уильямс (1883—1963)
- Франк Ведекинд (1864—1918)
- Вирджиния Вулф (1882—1941)
- Уильям Батлер Йейтс (1865—1939)
- Сэмюэл Баркли Беккет (1906—1989)

## Комментарии
1. ↑  Анну Ахматову также относят к классическим поэтам[2].